# Мерсин (вилајет)
Мерсин (тур. Mersin ili) је вилајет у Турској. Популација вилајета износи 25.066 становника. Административни центар вилајета је град Мерсин.